# Paul Dini (homme d'affaires)
Pour les articles homonymes, voir Paul Dini.
Paul Dini est un homme d'affaires, un collectionneur d'art et un philanthrope, dont les dons ont permis l'ouverture du musée homonyme, le musée Paul-Dini de Villefranche-sur-Saône.

## Carrière
Né en 1937 à Saint-Etienne dans une famille d'enseignants, Paul Dini poursuit des études commerciales à HEC. Il effectue ensuite deux ans de service militaire en Algérie où il s'occupe pendant six mois des journaux pour l'école militaire. Il travaille ensuite cinq ans au service marketing et commercial de BP, et entre ensuite à la CII.
En 1968 à Grenoble, il fonde un des premiers journaux gratuits, le 38, puis le 42 à Saint-Étienne et le 69 à Lyon (tous réunis sous le nom de Paru Vendu par la suite). Il procède à de nombreux achats de journaux gratuits indépendants qui forment par la suite le groupe COMAREG, un leader de la presse gratuite. De 1981 à 1983, il dirige le groupe Dauphiné Libéré après lui avoir ouvert le capital de la Comareg, mais se retire de l'aventure quand le groupe Hersant rachète le Dauphiné Libéré,. Il rachète également Radio Contact à Pierre Alberti, fondateur de Radio Nostalgie.
Dans les années 80, il tentera de se lancer dans la presse gratuite avec rédaction en rachetant Objectif magazine à Saint-Étienne et en tentant de le développer à Lyon et à Grenoble. L'expérience durera 6 mois et les 3 titres seront arrêtés. Seul L'Écho à Vienne sera développé durant un an et, malgré sa réussite, sera fermé à son tour. Il tentera aussi le projet d'un quotidien avec plusieurs cahiers tout en couleur, Le Grand Paris, qui ne dépassera pas la maquette du numéro zéro.
En 1988, il cède COMAREG à Havas. La Comareg, qui possède alors 138 hebdomadaires gratuits (32% de parts de marché) est introduite à la bourse de Paris en avril 1990, et Paul Dini conserve 27,3% de son capital. En juin 1992, il devient président de la branche d'affichage et de presse gratuite du groupe Havas, Avenir Havas Media (AHM), alors qu'Havas finalise le rachat intégral des parts de la Comareg.
Après la vente de Comareg, il continue sa carrière dans l'édition en travaillant pour les éditions Milan à Toulouse. À travers sa holding d'investissement, il est également l'actionnaire majoritaire (60%) du groupe de presse Oracom qui se lance en 1994. La Comareg sera finalement liquidée en 2011.

## Vie associative
Paul Dini a été président de la jeune chambre économique de Grenoble et président national des Jeunes chambres économiques françaises. Il est sénateur JCI. Il a également présidé l'association des Anciens HEC, puis la fondation HEC.

## Vie artistique
Amateur d'art, Paul Dini a constitué des réseaux d'artistes afin de rassembler différentes œuvres et d'encourager la création.
Avec d'autres donateurs, il fait rouvrir en 2001 le musée municipal de Villefranche-sur-Saône dans l'ancienne halle aux grains, rebaptisé pour l'occasion musée Paul-Dini, en rassemblant une collection particulièrement éclectique. Paul Dini, avec l'aide de sa femme Muguette, a permis au musée de rassembler une collection de 650 peintures d'artistes originaires de Lyon et de la région Rhône-Alpes. De 2001 à 2021, le couple Dini a donné un millier d'œuvres au musée.